# Loudoun County
Loudoun County är ett administrativt område i delstaten Virginia, USA, med 312 311 invånare. Den administrativa huvudorten (county seat) är Leesburg. 

## Geografi
Enligt United States Census Bureau har countyt en total area på 1 350 km². 1 346 km² av den arean är land och 5 km² är vatten.      

### Angränsande countyn
- Fairfax County - öst
- Prince William County - sydost
- Fauquier County - söder
- Jefferson County, West Virginia - väst
- Clarke County - väst
- Washington County, Maryland - nordväst
- Frederick County, Maryland - norr
- Montgomery County, Maryland - öster